# 우풍상호신용금고
우풍상호신용금고는 명동 백할머니로 알려진 백희엽 일가가 세운 상호신용금고(현재의 저축은행)였다. 박의송이 회장을 지냈다. 2000년 4월 우풍금고 사건을 일으켜 공매도한 주식을 상환하지 못한 뒤 뱅크런이 발생하면서, 6월 14일 골드상호신용금고에 인수되어 계약이 이전되고 해체되었다.